# مرغ توفان مونتیرو
مرغ توفان مونتیرو(نام علمی: Oceanodroma monteiroi) نام یک گونه از سرده اقیانوس‌روها است.